# Goßdorf
Goßdorf ist ein Ortsteil von Hohnstein im Landkreis Sächsische Schweiz-Osterzgebirge. Zur Ortschaft Goßdorf gehören daneben die Ortsteile Kohlmühle und Waitzdorf.

## Geographie
Goßdorf liegt östlich der sächsischen Landeshauptstadt Dresden im Norden der Sächsischen Schweiz. Es befindet sich im Nordosten des Landkreises Sächsische Schweiz-Osterzgebirge. Das Waldhufendorf liegt auf der Lausitzer Verwerfung, die die Grenze zwischen dem Lausitzer Granitmassiv im Norden und dem Elbsandsteingebirge im Süden bildet. Goßdorf befindet sich in einem Seitentälchen des Sebnitztals. Der Volksmund bezeichnet die südöstlich gelegene Ruine der Burg Schwarzberg nach dem Ort auch als Goßdorfer Raubschloss.
Im äußersten Süden der Gemarkung Goßdorf, im Sebnitztal, liegt zudem der Ortsteil Kohlmühle. Dort befindet sich auch der tiefste Punkt der Flur mit 140 Metern. Höchste Erhebung der Flur ist der 414 Meter hohe Gickelsberg im Norden. Das im Westen der Flur gelegene Tal des Kohlichtgrabens ist Teil des Nationalparks Sächsische Schweiz. Etwa die Hälfte der Gemarkung, insbesondere die Hanglagen im Osten, Süden und Westen der Flur, sind bewaldet. Ein Teil der 310 Hektar umfassenden Flur wird außerdem landwirtschaftlich genutzt.
Im Südwesten grenzt die Gemarkung Hohnstein an. Benachbarte Hohnsteiner Ortsteile sind außerdem Waitzdorf im Westen und Lohsdorf im Norden. Die Flurgrenze zum Hohnsteiner Ortsteil Ulbersdorf im Osten verläuft größtenteils im Schwarzbach, jene zum Sebnitzer Ortsteil Altendorf im Süden in der Sebnitz. Südwestlich grenzt die Goßdorfer Flur bei Kohlmühle an Rathmannsdorf.
Die wichtigste Straße auf Goßdorfer Flur ist die Bergstraße, die als Kreisstraße aus Richtung Hohnstein kommend den Goßdorfer Ortskern erschließt und weiter nach Kohlmühle führt. Goßdorf ist an das Busnetz des Regionalverkehrs Sächsische Schweiz-Osterzgebirge (RVSOE) angeschlossen. Zudem besteht am Bahnhof Goßdorf-Kohlmühle Anschluss an die Bahnstrecke Bautzen–Bad Schandau; bis 1951 war er zudem Ausgangspunkt der Schmalspurbahn Goßdorf-Kohlmühle–Hohnstein.